# Il giro del mondo in 79 giorni
Il giro del mondo in 79 giorni (Around the World in 79 Days) è una serie televisiva a cartoni animati prodotta dalla Hanna-Barbera nel 1969. Liberamente tratto dal romanzo Il giro del mondo in 80 giorni di Jules Verne, era uno dei segmenti del programma a cartoni animati I gatti di Cattanooga, assieme a Al lupo! Al lupo! e a Mototopo e Autogatto. A differenza degli altri segmenti, Il giro del mondo in 79 giorni era una serie con una storia continua, e non ad episodi autoconclusivi, anche se non ha un finale specifico.

## Personaggi e trama
Protagonisti della serie sono Phinny Fogg, figlio di Phileas Fogg e i due reporter Jenny e Hoppy i quali, a bordo di una mongolfiera vogliono battere il record fissato dal padre di Phinny, compiendo il giro del mondo in soli 79 giorni. In competizione con loro, sia per il record che per un premio di un milione di dollari, sono Crumden,  maggiordomo di Phileas, il suo autista Bumbler e la sua scimmia Smirky.

## Episodi
| nº | Titolo originale        | Titolo italiano                                                                              | Prima TV USA      | Prima TV Italia |
| -- | ----------------------- | -------------------------------------------------------------------------------------------- | ----------------- | --------------- |
| 01 | The Race is On          |                                                                                              | 6 settembre 1969  | 11 marzo 1980   |
| 02 | Swiss Mis-Adventure     | La disavventura Svizzera La disavventura Svizzera 2ª parte                                   | 13 settembre 1969 | 13 marzo 1980   |
| 03 | Arabian Daze            | Smirky la bella araba Smirky la bella araba 2ª parte                                         | 20 settembre 1969 | 15 marzo 1980   |
| 04 | Madrid or Busted        | Madrid olè Madrid olè 2ª parte                                                               | 27 settembre 1969 | 17 marzo 1980   |
| 05 | Mr. Bom-Bom             | Il signor Babum Il signor Babum 2ª parte                                                     | 4 ottobre 1969    | 19 marzo 1980   |
| 06 | India or Bust           | Un elefante indiano Un elefante indiano 2ª parte                                             | 11 ottobre 1969   | 21 marzo 1980   |
| 07 | Snow Slappy             | Un orso come autista Un orso come autista 2ª parte                                           | 18 ottobre 1969   | 23 marzo 1980   |
| 08 | Finney, Finney Fun, Fun |                                                                                              | 25 ottobre 1969   | 25 marzo 1980   |
| 09 | The Argentiney Meany    | Siamo in Argentina Siamo in Argentina 2ª parte                                               | 1 novembre 1969   | 27 marzo 1980   |
| 10 | The Tree Man            | Bumbler il nuovo Tarzan della foresta Bumbler il nuovo Tarzan della foresta 2ª parte         | 8 novembre 1969   | 29 marzo 1980   |
| 11 | Saucy Aussie            | L'australiano L'australiano 2ª parte                                                         | 15 novembre 1969  | 31 marzo 1980   |
| 12 | Crumden's Last Stand    | Crumden ha trovato moglie Crumden ha trovato moglie 2ª parte                                 | 22 novembre 1969  | 2 aprile 1980   |
| 13 | Egyptian Jinx           | Le piramidi d'Egitto Le piramidi d'Egitto 2ª parte                                           | 29 novembre 1969  | 4 aprile 1980   |
| 14 | Border Disorder         | Caramba che bella muchacha Caramba che bella muchacha 2ª parte                               | 6 dicembre 1969   | 6 aprile 1980   |
| 15 | Troubles in Dutch       | Bumbler al capo: Mi sentite?... ...Passo! Bumbler al capo: Mi sentite?... ...Passo! 2ª parte | 13 dicembre 1969  | 8 aprile 1980   |
| 16 | The Fiji Weegees        | Lo Stregone Lo Stregone 2ª parte                                                             | 20 dicembre 1969  | 10 aprile 1980  |
| 17 | Hawaiian Hangup         | Il nuovo wind surf Il nuovo wind surf 2ª parte                                               | 27 dicembre 1969  | 12 aprile 1980  |